# Vilhelm Andersen
Vilhelm Andersen (Nordrup, 1864 – Copenaghen, 1953) è stato uno scrittore danese.
Emerse con l'opera monumentale Storia illustrata della letteratura danese (1924) e con la raccolta di saggi Epoche e tipi della storia spirituale danese (1916), anteriore alla prima, ma certo meno conosciuta.